# Rhynchomys isarogensis
Rhynchomys isarogensis är en däggdjursart som beskrevs av Guy G. Musser och Freeman 1981. Rhynchomys isarogensis ingår i släktet näsråttor, och familjen råttdjur. IUCN kategoriserar arten globalt som sårbar. Inga underarter finns listade i Catalogue of Life.
Denna gnagare når en absolut längd av 270 till 305 mm, inklusive en 108 till 126 mm lång svans samt en vikt av 110 till 156 g. Den har 37 till 40 mm långa smala fötter. Öronen är 21 till 23 mm stora. Den mjuka och täta pälsen på ovansidan har en gråbrun färg och undersidans päls är vit. Även svansen är mörkare på ovansidan. Huvudet kännetecknas av en lång och spetsig nos, av långa morrhår och av små ögon.
Arten förekommer på ön Luzon i norra Filippinerna. Den lever där i bergstrakten kring Mt. Isarog mellan 1100 och 1750 meter över havet. Habitatet är fuktiga bergsskogar.
Rhynchomys isarogensis äter snäckor utan skal och insekter med mjukt skal. Den vandrar flera gångar på samma stig och hållen den så öppen. Individerna är främst nattaktiva men ibland letar de på dagen efter föda. Enligt ett fåtal iakttagelser föds en unge per kull.